# Le Boullay-Thierry
Le Boullay-Thierry és un municipi francès, situat al departament de l'Eure i Loir i a la regió de Centre – Vall del Loira. L'any 2007 tenia 527 habitants.

## Demografia

### Població
El 2007 la població de fet de Le Boullay-Thierry era de 527 persones. Hi havia 186 famílies, de les quals 24 eren unipersonals (24 dones vivint soles i 24 dones vivint soles), 63 parelles sense fills, 95 parelles amb fills i 4 famílies monoparentals amb fills.
La població ha evolucionat segons el següent gràfic:
Habitants censats

### Habitatges
El 2007 hi havia 221 habitatges, 189 eren l'habitatge principal de la família, 20 eren segones residències i 11 estaven desocupats. 208 eren cases i 13 eren apartaments. Dels 189 habitatges principals, 161 estaven ocupats pels seus propietaris, 25 estaven llogats i ocupats pels llogaters i 4 estaven cedits a títol gratuït; 10 tenien dues cambres, 18 en tenien tres, 41 en tenien quatre i 121 en tenien cinc o més. 142 habitatges disposaven pel capbaix d'una plaça de pàrquing. A 62 habitatges hi havia un automòbil i a 118 n'hi havia dos o més.

### Piràmide de població
La piràmide de població per edats i sexe el 2009 era:
| Homes | Edats   | Dones |
| ----- | ------- | ----- |
| 0     | 95 o +  | 4     |
| 0     | 90 a 94 | 0     |
| 0     | 85 a 89 | 4     |
| 0     | 80 a 84 | 4     |
| 4     | 75 a 79 | 0     |
| 8     | 70 a 74 | 0     |
| 8     | 65 a 69 | 8     |
| 8     | 60 a 64 | 16    |
| 12    | 55 a 59 | 4     |
| 16    | 50 a 54 | 16    |
| 24    | 45 a 49 | 24    |
| 8     | 40 a 44 | 20    |
| 24    | 35 a 39 | 16    |
| 20    | 30 a 34 | 28    |
| 8     | 25 a 29 | 12    |
| 16    | 20 a 24 | 0     |
| 12    | 15 a 19 | 20    |
| 16    | 10 a 14 | 12    |
| 16    | 5 a 9   | 16    |
| 16    | 0 a 4   | 4     |

## Economia
El 2007 la població en edat de treballar era de 359 persones, 287 eren actives i 72 eren inactives. De les 287 persones actives 264 estaven ocupades (142 homes i 122 dones) i 23 estaven aturades (8 homes i 15 dones). De les 72 persones inactives 23 estaven jubilades, 24 estaven estudiant i 25 estaven classificades com a «altres inactius».

### Ingressos
El 2009 a Le Boullay-Thierry hi havia 203 unitats fiscals que integraven 581 persones, la mediana anual d'ingressos fiscals per persona era de 21.958 €.

### Activitats econòmiques
Dels 16 establiments que hi havia el 2007, 11 eren d'empreses de construcció, 1 d'una empresa de transport, 1 d'una empresa d'informació i comunicació, 1 d'una empresa immobiliària, 1 d'una entitat de l'administració pública i 1 d'una empresa classificada com a «altres activitats de serveis».
Dels 11 establiments de servei als particulars que hi havia el 2009, 4 eren paletes, 1 guixaire pintor, 1 fusteria, 2 lampisteries, 2 electricistes i 1 perruqueria.
L'any 2000 a Le Boullay-Thierry hi havia 9 explotacions agrícoles que ocupaven un total de 1.161 hectàrees.

## Equipaments sanitaris i escolars
El 2009 hi havia una escola elemental.

## Poblacions més properes
El següent diagrama mostra les poblacions més properes.